# Кленова (притока Вільхової)
Кленова — річка у Шахтарському районі Донецької області, права притока Вільхової.

## Опис
Довжина річки 12  км., похил річки — 8,5 м/км. Формується з багатьох безіменних струмків та водойм. Площа басейну 47,2 км².

## Розташування
Кленова бере початок на півночі від села Новоорлівки. Тече переважно на південний захід в межах села Шевченко та міста Хрестівка. У Шахтарську впадає у річку Вільхову, ліву притоку Кринки.

## Притоки
- Балка Михайлівка (ліва).